# Ginseng americà
El Ginseng americà (Panax quinquefolium) és una espècies de ginseng natiu de l'est de Nord-amèrica. És una planta perenne dicotiledònia de la família Araliaceae. Va ser descobert al Canadà al segle xviii pel jesuïta Joseph-François Lafitau.